# گروهان قهرمانان ۳
گروهان قهرمانان ۳ (به انگلیسی: Company of Heroes 3) یک بازی ویدئویی در سبک استراتژی هم‌زمان است که توسط رلیک انترتینمنت توسعه یافته و به‌وسیلهٔ سگا برای سیستم‌عامل مایکروسافت ویندوز منتشر شده‌است. رخدادهای بازی در طول تهاجم ایتالیا و نبرد شمال آفریقا در جنگ جهانی دوم جریان دارد و از مکانیک و حالت‌های جدیدی برخوردار است. این بازی دنبالهٔ عنوان گروهان قهرمانان ۲ و سومین قسمت اصلی از مجموعه بازی‌های گروهان قهرمانان به‌شمار می‌رود که پس از یک سری تأخیرات در ۲۳ فوریه ۲۰۲۳ عرضه شد. بازی همچنین برای انتشار بر روی کنسول‌های پلی‌استیشن ۵ و ایکس‌باکس سری اکس/اس در سال ۲۰۲۳ برنامه‌ریزی شده‌است.